# Адель Баффінгтон
Адель Баффінгтон (ім'я при народженні Адель Бургдорфер, також відома за псевдонімом Джес Баверс) — американська голлівудська сценаристка німого та звукового кіно.

## Раннє життя
Адель народилася в Сент-Луїсі, штаті Міссурі, в сім’ї Адольфа Бургдорфера та Мері Елізабет Фредерік, які були емігрантами з Німеччини. До переїзду в Лос-Анджелес у віці 16 років вона працювала в кінотеатрі, де їй довелося подивитися незліченну кількість фільмів. Приїхавши до Лос-Анджелесу, вона влаштувалася працювати у кінотеатральній касі. В подальшому Адель пропрацювала в касах ще кількох кінотеатрів.

## Кар'єра
Ще у підлітковому віці Адель вдалось написати та продати свій перший сценарій до фільму «Апач» 1919 року для кіностудії Famous Players-Lasky . Після цього її найняли до команди сценаристів студії, де вона продовжувала писати сценарії для німих фільмів протягом 1920-х років.
Адель легко перейшла до ери звукових фільмів, а в 1933 році стала одним із засновників Гільдії сценаристів. За свою 40-річну кар'єру вона написала понад 100 кіносценарієв, майже половина з котрих — вестерни.
З 1930-х по 1950-ті роки Адель була однією з ведучих письменниць Голлівуду. Вона писала сценарії фільмів за участю найбільших зірок вестернів того часу: Тома Кіна, Джона Вейна, Гута Гібсона, Бака Джонса, Віпа Вілсона, та Тім Голта. Адель також іноді писала сценарії до комедій для таких відомих актрис, як Люсіль Болл.
На початку 1940-х років Адель, під псевдонімом Джесс Баверс, написала сценарії для двох окремих серій вестернів. Перша серія з восьми фільмів «Грубі вершники» була створена для Бака Джонса та його персонажа Бака Робертса. Друга серія про маршала "Неваду" Джека Маккензі була створена для актора Джонні Мак Брауна. Адель написала для цієї серії 10 сценаріїв між 1943 та 1945 роками.

## Особисте життя
Адель Баффінгтон вийшла заміж за Едварда Вора в Лос-Анджелесі у 1926 році.

## Фільмографія
Відповідно до бази даних AFI:
- Апач (1919)
- Empty Hearts (1924)
- The Bloodhound (1925)
- The Fighting Cub (1925)
- Love on the Rio Grande (1925)
- That Man Jack (1925)
- The Cowboy and the Countess (1926)
- The Galloping Cowboy (1926)
- The Test of Donald Norton (1926)
- Blood Will Tell (1927)
- Broadway After Midnight (1927)
- Eager Lips (1927)
- The Broken Mask (1928)
- The Avenging Rider (1928)
- Bare Knees (1928)
- The Chorus Kid (1928)
- Coney Island (1928)
- Devil Dogs (1928)
- Midnight Life (1928)
- The Phantom City (1928)
- Queen of the Chorus (1928)
- The River Woman (1928)
- Times Square (1929)
- Extravagance (1930)
- Just Like Heaven (1930)
- The Swellhead (1930)
- Aloha (1931)
- Freighters of Destiny (1931)
- Forgotten Women (1931)
- Ghost Valley (1932)
- Примарне золото (1932)
- A Man's Land (1932)
- Single-Handed Sanders (1932)
- Iron Master (1932)
- High Speed (1932)
- The Eleventh Commandment (1933)
- West of Singapore (1933)
- Picture Brides (1933)
- Beggar's Holiday (1934)
- When Strangers Meet (1934)
- Cheaters (1934)
- Marrying Widows (1934)
- The Moonstone (1934)
- The Hell Cat (1934)
- Hi, Gaucho! (1935)
- Powdersmoke Range (1935)
- The Keeper of the Bees (1935)
- Lady Tubbs (1935) (в титрах не вказана)
- The Sheik Steps Out (1937)
- The Duke Comes Back (1937)
- Michael O'Halloran (1937)
- Circus Girl (1937)
- Tenth Avenue Kid (1938)
- Prison Nurse (1938)
- Beauty for the Asking (1939)
- Arizona Bound (1941) (в титрах як Джесс Баверс)
- The Gunman from Bodie (1941) (в титрах як Джесс Баверс)
- Forbidden Trails (1941) (в титрах як Джесс Баверс)
- Below the Border (1942) (в титрах як Джесс Баверс)
- Dawn on the Great Divide (1942) (в титрах як Джесс Баверс)
- Down Texas Way (1942) (в титрах як Джесс Баверс)
- Ghost Town Law (1942) (в титрах як Джесс Баверс)
- Riders of the West (1942) (в титрах як Джесс Баверс)
- West of the Law (1942) (в титрах як Джесс Баверс)
- Примарий вершник (1943) (в титрах як Джесс Баверс)
- Втеча злочинців (1943) (в титрах як Джесс Баверс)
- Євангеліє шести пістолетів (1943) (в титрах як Джесс Баверс)
- Незнайомець з Пекоса (1943) (в титрах як Джесс Баверс)
- Техаський малий (1943) (в титрах як Джесс Баверс)
- Нальотчики з кордону (1944) (в титрах як Джесс Баверс)
- Bad Men of the Border (1945)
- Flame of the West (1945)
- Конфлікт на Фронтирі (1945) (в титрах як Джесс Баверс)
- Втрачений слід (1945) (в титрах як Джесс Баверс)
- The Navajo Trail (1945) (в титрах як Джесс Баверс)
- Незнайомець із Санта-Фе (1945) (в титрах як Джесс Баверс)
- Drifting Along (1946)
- Shadows on the Range (1946) (в титрах як Джесс Баверс)
- Wild Beauty (1946)
- Overland Trails (1948) (в титрах як Джесс Баверс)
- The Valiant Hombre (1949)
- Crashing Thru (1949)
- Haunted Trails (1949)
- Shadows of the West (1949)
- Streets of San Francisco (1949)
- West of El Dorado (1949)
- Range Land (1949)
- Riders of the Dusk (1949) (в титрах як Джесс Баверс)
- Western Renegades (1949)
- Arizona Territory (1950)
- Gunslingers (1950)
- Jiggs and Maggie Out West (1950)
- Six Gun Mesa (1950)
- West of Wyoming (1950)
- Overland Telegraph (1951)
- Born to the Saddle (1952)
- Cow Country (1953)
- Bullwhip (1958)

## Подальше життя
Наприкінці 1950-х років Адель Баффінгтон написала сценарії для одного епізоду для двох різних телесеріалів: «Пригоди дикого Білла Гікока» у 1955 році та «Неспокійний пістолет» у 1959 році. Останнім сценарієм Адель Баффінгтон став «Канчук» 1958 року, в якому знялися Гай Медісон та Ронда Флемінг. Після цієї роботи Адель залишила кіноіндустрію. Останні роки вона прожила в заміському будинку у Вудленд-Гіллз, штату Каліфорнія, де померла 23 листопада 1973 року.